# Zappatore (militare)

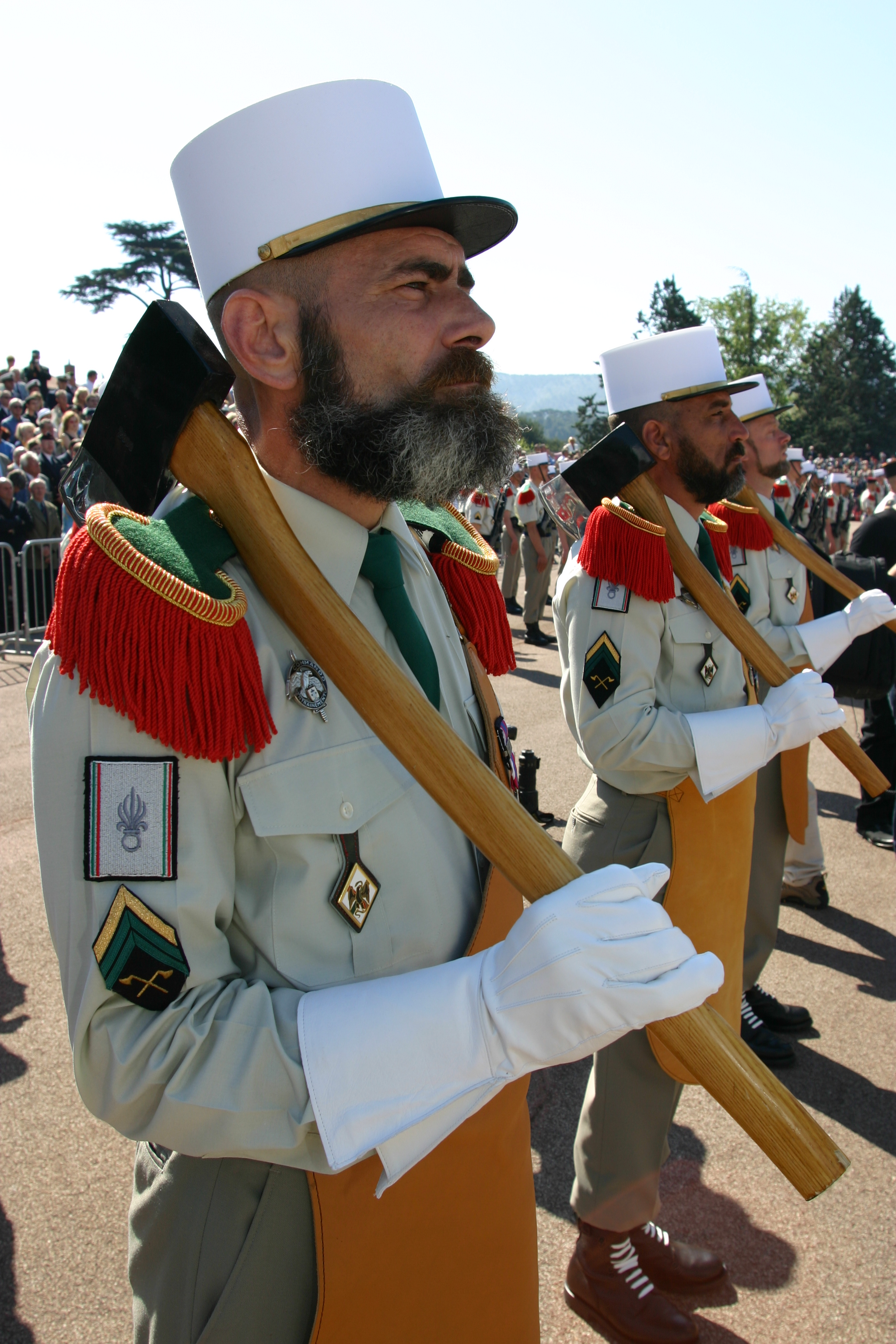
Zappatori ("sapeurs") della Legione straniera francese in uniforme da parata.

Gli zappatori sono soldati del Genio militare specializzati nello scavare trincee per bloccare l'avvicinamento del nemico, oppure gallerie alla base delle fortificazioni per provocarne il crollo.
Zappatore, nel passato, era la più semplice qualifica attribuibile a un soldato del Genio militare. Il nome deriva dalla funzione che ricopriva, di scavo di trincee.
Il genio zappatori è tuttora una specialità di molti eserciti europei che ne hanno mantenuto il nome.
In Italia, le prime compagnie zappatori furono costituite nel 1º Reggimento del Genio nel 1848.
Il 24 giugno 1859, giorno della battaglia di Solferino e San Martino, la fortezza di Castel Goffredo, ancora occupata da un avamposto della cavalleria austriaca, fu liberata dal generale francese Pierre Renault appoggiato dagli uomini del generale Jannin che, sfondando le porte del paese con gli zappatori del genio, penetrarono all'interno del paese liberandolo dai nemici.

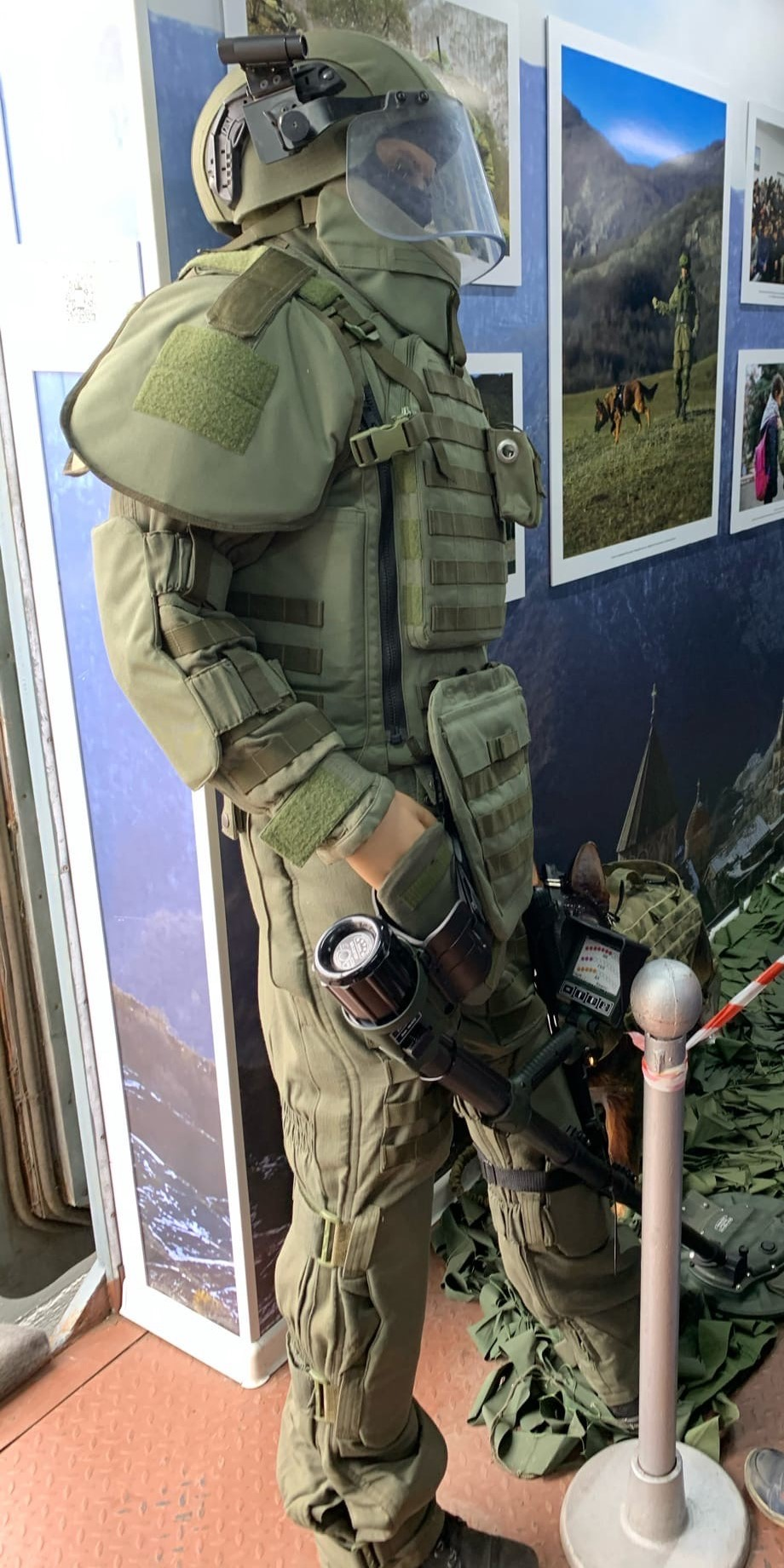
Attrezzatura moderna del geniere

Nell'ordinamento del Regio Esercito del 1910 furono istituiti due reggimenti di zappatori dell'Arma del genio. In seguito, la specialità fu ricompresa nel Genio pionieri.